# Hilfstruppe
Hilfstruppen, oft auch, vor allem in der Antike, nach dem lateinischen Namen Auxilia genannt, werden Truppenverbände genannt, die aufgrund ihrer Bewaffnung und Rüstung nur unterstützende Funktionen ausüben, z. B. um die Schlachtlinie zu verlängern.
Sie werden häufig aus ausländischen Söldnern rekrutiert. Historische Beispiele sind die Auxiliartruppen der römischen Legionen, aber auch die Askari und Rugaruga der deutschen Schutztruppe in Deutsch-Ostafrika (später Tanganjika) sowie die von den Japanern eingesetzten Colunas Negras auf Timor während des Zweiten Weltkrieges. Bei den Indianerkriegen und ähnlichen Konflikten auf amerikanischem Boden unterstützten aus einheimischen Ureinwohnern bestehende indianische Hilfstruppen die europäischen Invasionskräfte in ihren Schlachten, insbesondere Frankreich.